# Salem (Ohio)
|  | Dieser Artikel wurde aufgrund von inhaltlichen Mängeln auf der Qualitätssicherungsseite des Projektes USA eingetragen. Hilf mit, die Qualität dieses Artikels auf ein akzeptables Niveau zu bringen, und beteilige dich an der Diskussion! Eine nähere Beschreibung der zu behebenden Mängel fehlt. |

Salem ist eine City in Columbiana und Mahoning County, Ohio, USA. Das U.S. Census Bureau ermittelte bei der Volkszählung 2020 eine Einwohnerzahl von 11.915. Das Stadtgebiet umfasst 14,2 km².

## Geschichte
Salem wurde 1806 von dem pennsylvanischen Töpfer John Straughhan (Strawn) und dem New Jerseyer Schuhmacher Zadok Street gegründet. Der Stadtname leitet sich aus Shalom und Solaam ab und bedeutet „Frieden“. Frühe Siedler des Orts waren Quäker.